# Charles de Haes
Charles de Haes (* 1938 in Antwerpen) ist ein belgischer Jurist und Ökonom.

## Leben
Charles de Haes stand als Manager in den Diensten des südafrikanischen Unternehmers Anton Rupert. Er half zu Beginn der 1970er Jahre bei der Organisation des Club der 1001 des World Wildlife Fund (heute World Wide Fund For Nature genannt). 1975 wurde er gemeinsam mit Fritz Vollmar zum Generaldirektor des WWF ernannt. Nach dem Ausscheiden Vollmars hatte er das Amt ab 1977 allein inne, bevor er 1993 Claude Martin abgelöst wurde.
Während seiner Tätigkeit für den WWF initiierte Charles de Haes diverse Kampagnen, insbesondere gewann unter seiner Ägide das Fundraising an Bedeutung. Er baute außerdem die Partnerschaften mit der Weltnaturschutzunion (IUCN) und dem Umweltprogramm der Vereinten Nationen (UNEP) auf. 1980 entwarfen IUCN, UNEP und WWF mit der World Conservation Strategy eine weltweite Umweltschutzstrategie, welche den Begriff der „nachhaltigen Entwicklung“ einführte. Im Jahr 1988 war Charles de Haes mit Prinz Bernhard der Niederlande an der Operation Lock beteiligt, die nach ihrem Bekanntwerden zu starker Kritik führte. Mit Einnahmen aus dem Verkauf zweier Gemälde, die dem WWF zunächst gespendet wurden, heuerte Prinz Bernhard britische Söldner an, um gegen Wilderer vorzugehen.